# Nati nel 1939/Senza giorno specificato
| Questa pagina contiene informazioni ricavate automaticamente dalle voci biografiche con l'ausilio del template Bio e di un bot. L'aggiornamento è periodico e automatico e ricostruisce completamente la pagina. Se manca una persona in questa lista, sei pregato di non aggiungerla, ma accertati piuttosto che la sua voce biografica contenga il template Bio e che i dati anagrafici siano correttamente compilati. Se il template Bio manca, inseriscilo tu stesso o, in alternativa, metti l'avviso {{tmp\|Bio}} che ne segnala la mancanza. Se i dati riportati sono sbagliati, correggi direttamente la voce biografica; le modifiche saranno visibili in questa lista entro pochi giorni. Per chiarimenti vedi il progetto biografie. La lista contiene solo le 103 persone che sono citate nell'enciclopedia e per le quali è stato implementato correttamente il template Bio. Pagina aggiornata al 18 ago 2025. |

- Marjatta Aalto, micologa finlandese
- Mohamed Abdel Hafiz, ex pallanuotista egiziano
- Hani Al-Khasawneh, funzionario e politico giordano
- Graziella Antonioli, annunciatrice televisiva italiana
- Antros Antōniadīs, ex calciatore cipriota
- Barbara Askins, chimica statunitense
- Dia Azzawi, pittore e scultore iracheno
- Moustafa Bakri, ex pallanuotista egiziano
- Anna Baruzzi, psicoanalista italiana († 2020)
- Giuseppe Bedeschi, filosofo italiano
- Larry Bell, scultore statunitense
- Giorgio Bertin, scultore, pittore e poeta italiano
- Goffredo Bezzecchi, mercante italiano
- Zeno Birolli, critico d'arte e scrittore italiano († 2014)
- Maurice Bloch, antropologo francese
- Keith Blunt, allenatore di calcio inglese († 2016)
- Luciano Bonati, scrittore e giornalista italiano
- Miguel Brugueras, politico e diplomatico cubano († 2006)
- Ferruccio Burco, direttore d'orchestra italiano († 1965)
- Gabriel Cacho Millet, scrittore e critico letterario argentino († 2016)
- Vito Marino Caferra, magistrato e saggista italiano
- Mircea Câmpeanu, cestista rumeno († 2025)
- Maria Casula, soprano e mezzosoprano italiano
- Basilio Chalkidiotis Triantafyllou, pittore greco († 2011)
- Graziano Concioni, archivista e storico italiano († 2017)
- Enric Cortès, biblista e presbitero spagnolo
- Angelo Culotta, magistrato e saggista italiano († 2000)
- Rafik Darragi, scrittore tunisino
- Terrence Des Pres, scrittore statunitense († 1987)
- Peter Deutsch, regista e sceneggiatore tedesco
- Madior Diouf, politico senegalese († 2025)
- Tammy Dix, ex sciatrice alpina statunitense
- Johanna Ehrenstrasser, modella austriaca († 1980)
- Rocco Familiari, regista teatrale, drammaturgo e saggista italiano
- Mario Firinaiu, cantante italiano
- Alessandro Fontana, storico italiano († 2013)
- Barthélemy Formentelli, organaro italiano
- Ebrahim Forouzesh, regista iraniano
- Luigi Ganapini, storico e saggista italiano († 2023)
- Bobby Gilbert, calciatore irlandese († 2015)
- Muhammad Hawadle Madar, politico somalo († 2005)
- Hilton Marques, drammaturgo e sceneggiatore brasiliano
- Mario Jalenti, chitarrista italiano († 2015)
- Fujio Kabashima, astronomo giapponese
- Joseph Kamaru, musicista keniota († 2018)
- Mehdi Karrubi, politico e imam iraniano
- Dean H. Kenyon, docente statunitense
- Ashour Bin Khayal, politico e diplomatico libico
- Andrea Lala, attore e doppiatore italiano
- Rosemarie Lindt, attrice e ballerina tedesca
- Giuseppe Locati, imprenditore, artista e ingegnere italiano († 2022)
- Renzo Maietto, regista e sceneggiatore italiano
- Luigi Malafarina, giornalista e scrittore italiano († 1989)
- Zohar Manna, informatico israeliano († 2018)
- Cesare Mantovani, politico e giornalista italiano († 2006)
- Jackie McDaniels, giocatrice di poker statunitense
- Regis McKenna, imprenditore statunitense
- Rip McManus, sciatore alpino statunitense († 1982)
- Albert Mehrabian, psicologo statunitense
- Nelida Milani, scrittore e linguista italiana
- Mario Modestini, compositore e musicista italiano
- Othello Molineaux, percussionista trinidadiano
- Saleh al-Muhaya, generale saudita
- Antonia Mulas, fotografa italiana († 2014)
- Nadav Na'aman, archeologo israeliano
- Parviz Nikkhah, politico iraniano († 1979)
- Annina Nosei, gallerista italiana
- Rospo Pallenberg, sceneggiatore e regista britannico
- Gerhard Pelzl, chimico e ex cestista tedesco
- Ljiljana Petrović, cantante serba († 2020)
- Piero Piazzano, ingegnere e giornalista italiano († 2001)
- Cesare Poggi, pianista e compositore italiano
- Carla Rabitti, economista e giurista italiana
- Tony Rampino, mafioso statunitense († 2010)
- Michèle Ray-Gavras, produttrice cinematografica francese
- Abdesselem Regragui, ex ginnasta marocchino
- Franco Ruffini, regista teatrale, drammaturgo e critico teatrale italiano
- Errico Ruotolo, pittore, disegnatore e scultore italiano († 2008)
- Mahmoud Saeed, scrittore e blogger iracheno († 2025)
- George Saliba, arabista e islamista libanese
- Alfredo Salsano, storico, sociologo e curatore editoriale italiano († 2004)
- Diet Sayler, pittore e scultore tedesco
- Lelio Scanavini, poeta, scrittore e saggista italiano
- Sandro Serangeli, giurista e avvocato italiano († 2009)
- Franco Serblin, imprenditore italiano († 2013)
- David Singmaster, matematico statunitense († 2023)
- Ta Sriratana, ex cestista thailandese
- Al Strobel, attore statunitense († 2022)
- Matsuo Sugano, astronomo giapponese
- Charles Thaxton, chimico statunitense
- John S. Traill, grecista e epigrafista canadese
- William Urban, storico statunitense
- Francisco Valenzuela, cestista cileno († 2024)
- Linda Veras, attrice italiana
- Johnny Wakelin, cantautore britannico
- Wigbert Wicker, regista e sceneggiatore tedesco
- David Williams, ex rugbista a 15 e allenatore di rugby a 15 gallese
- Christa Welger, atleta paralimpica, arciera e nuotatrice tedesca († 2019)
- Sultan bin Sa'ud Al Sa'ud, principe, militare e dirigente sportivo saudita († 1975)
- Giancarlo De Leonardis, parrucchiere italiano
- Mamduh bin 'Abd al-'Aziz Al Sa'ud, principe e politico saudita († 2023)
- 'Abd al-Ilah bin 'Abd al-'Aziz Al Sa'ud, politico saudita († 2023)
- Ivan Čabrinović, allenatore di calcio e ex calciatore serbo